# خانه فرهنگ‌های جهان

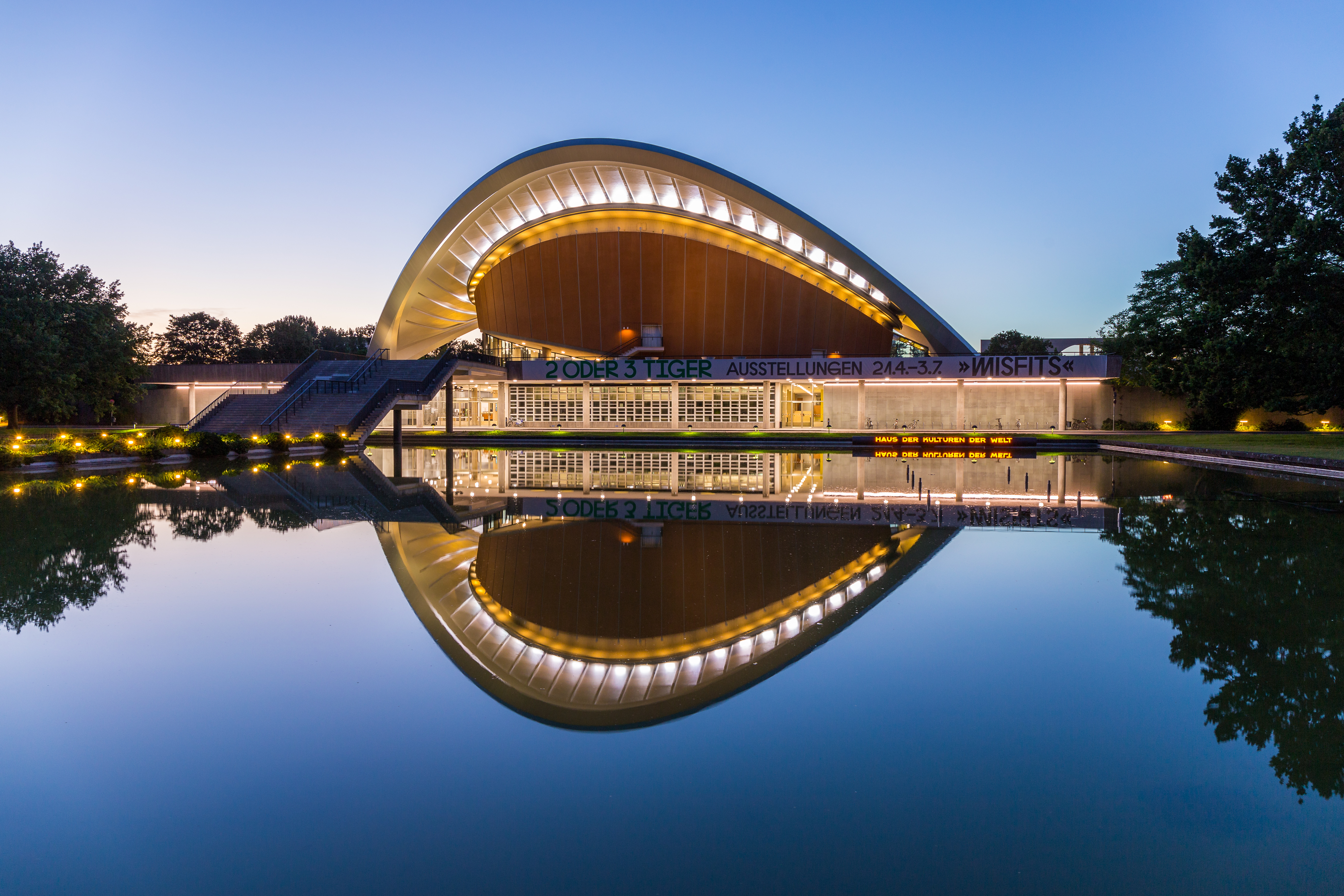
بنای اصلی خانه فرهنگ ملل در برلین

خانهٔ فرهنگ‌های جهان (به آلمانی: Haus der Kulturen der Welt) در برلین یک مرکز ملی آلمان است که بر معرفی فرهنگ و هنر ملل مختلف علی‌الخصوص کشورهای غیراروپایی تمرکز دارد. این مرکز هم‌اکنون دارای نمایشگاه هنری، سالن‌های تئاتر و رقص، کنسرت، جایگاه خواندن، سالن فیلم و همایش دانشگاهی برای هنرهای تجسمی و فرهنگ است.
معمار این بنا، هیو استابینز، آرشیتکت آمریکایی است.